# The Temptations
The Temptations és una banda nord-americana formada a Detroit, Estats Units. Aquest grup vocal nord-americà és considerat un dels més exitosos en la història de la música. Ha venut desenes de milions d'àlbums i és famós per ser una de les formacions més rellevants de Motown Records. El seu repertori inclou una gran varietat de gèneres: R&B, funk psicodèlic, funk, disc, soul. Al principi es deien The Elgins, i sempre els seus integrants han estat, almenys, cinc vocalistes/ballarins masculins. El grup original contenia components de dues bandes locals de Detroit: The Distants (Otis Williams, Elbridge "Al" Bryant i Melvin Franklin) i The Prevalguis (Eddie Kendricks i Paul Williams). Entre els més destacats Temptations futurs estaven David Ruffin, Dennis Edwards, Richard Street, Damon Harris, Ron Tyson, Ali-Ollie Woodson, Theo Peoples i G. C. Cameron. La formació va canviar sovint, particularment en les últimes dècades.
Coneguts per les seves coreografies, per les seves distintives harmonies i per portar sempre elegants vestits sobre l'escenari, s'ha dit que la seva influència en el soul és equivalent a l'exercida pels Beatles en el pop i el rock. Són els segons que més temps van romandre en la Motown (per darrere de Stevie Wonder). En total 40 anys: 16 entre 1961 i 1977, i 24 més des de 1980 a 2004 (des de 1977 a 1980, van signar amb Atlantic Records). L'any 2009, els Temptations continuen actuant i gravant Per a Universal Records amb l'únic membre original que segueix amb vida, el co-fundador Otis Williams.
En el transcurs de la seva carrera, han aconseguit quatre singles núm. 1 en Billboard Hot 100, i 14 singles núm. 1 en Billboard R&B. El seu material els ha proporcionat tres Premis Grammy, i dos més per compondre i produir l'èxit de 1972 "Papa/Papa Was a Rollin' Stone". The Temptations va ser el Primer grup de Motown que va guanyar un Grammy. Sis Temptations: Dennis Edwards, Melvin Franklin, Eddie Kendricks, David Ruffin, Otis Williams i Paul Williams van entrar en el prestigiós Rock and Roll Hall of Fame en 1989. Alguns dels seus clàssics són: “My Girl", "War", "Ain't Too Proud to Beg", "Papa/Papa Was a Rollin' Stone" o “The Way You Do the Things You Do"

## Membres

### The Prevalguis
- Paul Williams (1955–1960)
- Eddie Kendricks (1955–1960)
- Kell Osborne (1955–1960)
- Wiley Waller (1955–1957)

### The Distants
També coneguts com a Otis Williams & The Distants, Otis Williams & The siberians
- Otis Williams (1958–1960)
- Elbridge "Al" Bryant (1958–1960)
- James "Pee-Wee" Crawford (1958–1959)
- Vernard Plain (1958–1959)
- Arthur Walton (1958–1959)
- Melvin Franklin (1959–1960)
- Richard Street (1959–1960)
- Albert "Mooch" Harrell (1959–1960)

### The Temptations
- Otis Williams (1960–present)
- Elbridge "Al" Bryant (1960–1963)
- Melvin Franklin (1960–1995)
- Eddie Kendricks (1960–1971, 1982 reunion)
- Paul Williams (1960–1971)
- David Ruffin (1964–1968, 1982 reunion)
- Dennis Edwards (1968–1977, 1980–1984, 1987–1989)
- Ricky Owens (1971)
- Richard Street (1971–1992)
- Damon Harris (1971–1975)
- Glenn Leonard (1975–1983)
- Louis Price (1977–1980)
- Ron Tyson (1983–present)
- Ali-Ollie Woodson (1984–1987, 1989–1997)
- Theo Peoples (1992–1998)
- Ray Davis (1994–1995)
- Harry McGilberry (1995–2003)
- Terry Weeks (1997–present)
- Barrington "Bo" Henderson (1998–2003)
- G. C. Cameron (2003–2007)
- Joe Herndon (2003–present)
- Bruce Williamson (2007–present)

## Discografia

### Senzills en el Top Ten de l'O.S. i el Regne Unit
| Any   | Títol de la cançó                                                           | US Top 10 | UK Top 10 | R&B No. 1 |
| ----- | --------------------------------------------------------------------------- | --------- | --------- | --------- |
| 1965: | "My Girl"                                                                   | 1         | -         | 1         |
| 1966: | "Get Ready"                                                                 | 29        | 10        | 1         |
| 1966: | "Ain't Too Proud to Beg"                                                    | 13        | -         | 1         |
| 1966: | "Beauty Is Only Skin Deep"                                                  | 3         | -         | 1         |
| 1966: | "(I Know) I'm Losing You"                                                   | 8         | -         | 1         |
| 1967: | "All I Need"                                                                | 8         | 26        | 2         |
| 1967: | "You're My Everything"                                                      | 6         | -         | 3         |
| 1967: | "I Wish It Would Rain"                                                      | 4         | -         | 1         |
| 1968: | "I Could Never Love Another (After Loving You)"                             | 13        | -         | 1         |
| 1968  | "Cloud Nine"                                                                | 6         | -         | 2         |
| 1968: | "I'm Gonna Make You Love Me"(Diana Ross & the Supremes and the Temptations) | 2         | 2         | 1         |
| 1969: | "Run Away Child, Running Wild"                                              | 6         | -         | 1         |
| 1969: | "I Can't Get Next to You"                                                   | 1         | -         | 1         |
| 1970: | "Psychedelic Shack"                                                         | 7         | -         | 2         |
| 1970: | "Ball of Confusion (That's What the World Is Today)"                        | 3         | 7         | 2         |
| 1971: | "Just My Imagination (Running Away with Me)"                                | 1         | 8         | 1         |
| 1972: | "Papa/Papa Was a Rollin' Stone"                                             | 1         | -         | 5         |
| 1973: | "Masterpiece"                                                               | 7         | -         | 1         |
| 1973: | "Let Your Hair Down"                                                        | -         | -         | 1         |
| 1974: | "Happy People"                                                              | -         | -         | 1         |
| 1975: | "Shakey Ground"                                                             | -         | -         | 1         |
| 1991: | "The Motown Song" (Rod Stewart featuring The Temptations)                   | 10        | -         | -         |
| 1992: | "My Girl" (reissue)                                                         | -         | 2         | -         |

### Àlbums en el Top Ten
- 1965: The Temptations Sing Smokey (R&B #1)
- 1965: The Temptin' Temptations (R&B #1)
- 1966: Gettin' Ready (R&B #1)
- 1966: Greatest Hits (R&B #1) (US #5)
- 1967: Temptations Live! (R&B #1) (US #10)
- 1967: The Temptations with a Lot o' Soul (R&B #1) (US #7)
- 1967: The Temptations in a Mellow Mood (R&B #1)
- 1968: The Temptations Wish It Would Rain (R&B #1)
- 1968: The Temptations Xou (R&B #2)
- 1968: Diana Ross & the Supremes Join The Temptations (with Diana Ross & The Supremes) (R&B #1) (US #2)
- 1968: TCB (with Diana Ross & The Supremes) (R&B #1) (US #1)
- 1968: Live at the Copa (R&B #2)
- 1969: Cloud Nine (R&B #1) (US #4)
- 1969: Puzle People (R&B #1) (US #5)
- 1969: Together (R&B #6)
- 1969: On Broadway (R&B #4)
- 1970: Psychedelic Shack (R&B #1) (US #9)
- 1970: Live at London's Talk of the Town (R&B #5)
- 1970: The Temptations' christmas cards
- 1970: Greatest Hits, Vol. 2 (R&B #2)
- 1971: Sky's the Limit (R&B #2)
- 1972: Solid Rock (R&B #1)
- 1972: All Directions (R&B #1) (US #2)
- 1973: Masterpiece (R&B #1) (US #7)
- 1973: Anthology (R&B #5)
- 1973: 1990 (R&B #2)
- 1975: A Song for You (R&B #1)
- 1975: Wings of Love (R&B #3)
- 1976: The Temptations Do The Temptations (R&B #10)
- 1982: Reunion (R&B #2)
- 1984: Truly For You (R&B #3)
- 1986: To Be Continued (R&B #4)

## Filmografia
- 1973: Save the Children
- 1987: Happy New Year
- 2007: Walk Hard: The Dewey Coix Story

### Aparicions en televisió
- 1985: The Fall Guy (TV episode "Rockabye Baby", February 13, 1985)
- 1985: The Love Boat (TV episode "Your Money or Your Wife/Joint Custody/The Temptations", October 5, 1985)
- 1986: Moonlighting (TV episode "Symphony in Knocked Flat", October 21, 1986)
- 1986: 227 (TV episode "Temptations", November 15, 1986)
- 1990: Murphy Brown (TV episode "Goin' to the Chapel, Part 2", May 21, 1990)
- 1990: performed CBS network's 1990-91 version of their Get Ready campaign with an updated version of "Get Ready".
- 1993: Getting By (TV episode "Reach for the Stars", November 23, 1993)
- 1996: New York Undercover (TV episode "Deep Cover", May 2, 1996)
- 2008: Friday Night with Jonathan Ross (TV appearance), March 7, 2008

### Videos i DVD llançats
- 1991: The Temptations - Live in Concert
- 2004: 20th century Masters - The Best of the Temptations
- 2006: Get Ready: The Definitive Performances - 1965–1972
- 2007: The Temptations - Live In London (1987)